# Stylommatophora
Stylommatophora је назив за групу копнених пужева које карактеришу ретрактилне тентакуле на глави. Ова група у неким класификацијама има статус реда, подреда или инфрареда.

## Традиционална класификација
субинфраред 
натфамилија  Gulick, 1873
натфамилија  Pilsbry, 1900
натфамилија  Pilsbry, 1900
натфамилија  Turton, 1831
субинфраред 
натфамилија  Pilsbry, 1895
натфамилија  Swainson, 1840
натфамилија  Baker, 1960
натфамилија  J.E. Gray in Turnton, 1840
натфамилија  Clessin, 1879
натфамилија  Pilsbry, 1895
натфамилија  Mörch, 1864
натфамилија  Gude & Woodward, 1921
натфамилија  Tryon, 1866
натфамилија  Rafinesque, 1815
натфамилија  Bourguignat, 1877
натфамилија  Rafinesque, 1815
натфамилија  H. & A. Adams, 1855
натфамилија  Albers-Martens, 1860
натфамилија  Moellendorf, 1900
натфамилија  Pilsbry, 1894
натфамилија  Morse, 1864
натфамилија  Pilsbry, 1893
натфамилија  Pilsbry, 1895
натфамилија  Thiele, 1931
натфамилија  J.E. Gray, 1806
натфамилија  Thiele, 1926
натфамилија  Hese, 1882
натфамилија  Mörch, 1864

## Класификација Буше–Рокроа (Bouchet & Rocroi, 2005)[1]
клада 
натфамилија 
натфамилија 
клада 
натфамилија 
натфамилија 
натфамилија 
натфамилија 
натфамилија 
неформална група Sigmurethra
натфамилија 
натфамилија 
натфамилија 
натфамилија 
натфамилија 
натфамилија 
натфамилија 
натфамилија 
натфамилија 
натфамилија 
натфамилија 
натфамилија 
натфамилија 
натфамилија 
натфамилија 
натфамилија 
натфамилија 
натфамилија 
натфамилија 
натфамилија 